# Martynomyia ayderensis
Martynomyia ayderensis är en nattsländeart som beskrevs av Füsun Sipahiler 1989. Martynomyia ayderensis ingår i släktet Martynomyia och familjen kantrörsnattsländor. Inga underarter finns listade i Catalogue of Life.